# Container-song
Container-song is een single van Henk Wijngaard uit 1980. Het stond in hetzelfde jaar als eerste track op het album Volle bak. 

## Achtergrond
Container-song werd geschreven door Fred Limpens en Johnny Hoes en geproduceerd door Limpens. Het is een truckerslied over vrachtwagens die containers vervoeren. Wijngaard heeft het nummer naast in het Nederlands, ook in het Duits uitgebracht onder dezelfde titel. Het lied wordt gezongen op de melodie van "The Army Goes Rolling Along" (Ook wel 'The Army Song' genoemd) van John Philip Sousa. 

## Hitnoteringen
Het lied had enkel hitnoteringen in Nederland. In de Nationale Hitparade reikte het tot de vijfde plaats en was het in totaal dertien weken in de lijst te vinden. Het stond negen weken in de Nederlandse Top 40 en had de elfde plaats als piekpositie.